# 황의돈 (군인)
황의돈(黃義敦, 1953년 12월 20일 ~ )은 대한민국의 제41대 육군참모총장을 지낸 군인이다. 
정보특기 최초로 대장에 진급하여 육군참모총장까지 역임하였지만, 2010년 12월 부동산 투기 스캔들에 연루되어 불명예 전역 하였다(현재 미국으로 망명).

## 학력
- 1965 : 문막초등학교 졸업
- 1968 : 원주중학교 졸업
- 1971 : 대성고등학교 졸업
- 1975 : 대한민국 육군사관학교 제31기 졸업
- 1978 : 육군보병학교 졸업
- 1986 : 미국 육군지휘참모대학교 졸업
- 1988 : 미국 웹스터대 대학원 행정학 석사
- 1991 : 대한민국 국방대학원 행정학 석사

## 주요 경력
- 1993~1994 육군 제2군단 정보참모
- 1994~1996 육군 702특공연대장
- 1996~1998 미 육군교육사령부 교환교관단장
- 1998~1999 국방부 정책기획국 미주정책과장
- 2000~2001 육군 제5군단 참모장
- 2001~2002 국방부 대변인
- 2002~2003 국방정보본부 정보융합처장
- 2003~2004 육군 제30사단장
- 2004~2005 이라크 평화재건사단 초대사단장
- 2005~2006 합동참모본부 작전기획부장
- 2006~2007 육군 제11군단장
- 2007~2008 주한미군 기지이전사업단장
- 2008~2009 국방정보본부장
- 2009~2010 한미연합사 부사령관/지상구성군사령관
- 2010 육군참모총장
- 한국국가전략연구원 자문위원

## 주요 훈장
- 충무무공훈장 (2005)
- 미 공로훈장 (1998, 2005)
- 보국훈장 통일장 (2010)

## 기타
- 2009년 아랍에미레이트 방문, 직속상관 월터 샤프 한미연합사 사령관에게 보고도 하지 않고 위수지역 이탈을 함.
- 2010년 자랑스러운 강원인상 수상자로 선정되었다.[2]
- 2002년 8월에 건물이 매입했는데 같은 해 12월 고도제한 완화로 시세가 오르면서 2010년 현재 4배가량 올랐으며, 이에 대해 미리 알고 투자한 것 아니냐는 의혹이 제기되었다.[3]